# Арейское
Аре́йское — село в Емельяновском районе Красноярского края Российской Федерации. Входит в состав Элитовского сельсовета.

## География
Село находится в центральной части края, в пределах подтаёжно-лесостепного района лесостепной зоны, по берегам реки  Караульной и озера Арейского, при автодороге 04Н-313.

### Климат
Климат характеризуется как континентальный. Средняя температура воздуха самого тёплого месяца (июля) составляет 19 °C (абсолютный максимум — 38 °C); самого холодного (января) — −16 °C (абсолютный минимум — −53 °C). Продолжительность безморозного периода составляет в среднем 95 — 115 дней. Среднегодовое количество атмосферных осадков составляет 430—680 мм, из которых большая часть выпадает в летний период.

## Население
| 2010 |
| ---- |
| 2117 |

## Инфраструктура
В селе расположены:
1. Колония Строгого режима ИК-7 (в настоящее время закрыта)
2. Арейская Средняя Общеобразовательная школа
3. Православная Церковь
4. Дом культуры